# Witley Park
Witley Park är en park i Storbritannien.   Den ligger i grevskapet Surrey och riksdelen England, i den södra delen av landet, 60 km sydväst om huvudstaden London. Witley Park ligger 128 meter över havet.
Terrängen runt Witley Park är huvudsakligen platt, men söderut är den kuperad.Runt Witley Park är det ganska tätbefolkat, med 134 invånare per kvadratkilometer. Närmaste större samhälle är Guildford, 12,5 km nordost om Witley Park. I omgivningarna runt Witley Park växer i huvudsak blandskog.